# LDLRAP1
Le LDLRAP1 (pour « low-density lipoprotein receptor adaptor protein 1 ») est une protéine adaptatrice dont le gène est LDLRAP1 situé sur le chromosome 1 humain.

## Rôles
Il se fixe sur la partie endocellulaire du récepteur aux LDL permettant l'internalisation du couple LDLR-LDL.

## En médecine
Une mutation du gène est responsable d'une forme rare d'hypercholestérolémie familiale, l'hypercholestérolémie autosomale récessive.